# Videm pri Ptuju
Videm pri Ptuju (Duits: Sankt Veit) is een plaats in Slovenië en maakt deel uit van de gemeente Videm in de NUTS-3-regio Podravska. De plaats telde 460 inwoners op 1 januari 2020.